# Flagellostomias boureei
Flagellostomias boureei – gatunek głębinowej ryby z rodziny wężorowatych (Stomiidae), jedyny przedstawiciel rodzaju Flagellostomias. Holotypowy okaz złowiono podczas rejsu jachtu Hirondelle II w 1911 roku. Nazwa gatunkowa honoruje H. Bourée, adiutanta księcia Monako.